# Amastris discreta
Amastris discreta är en insektsart som beskrevs av Broomfield 1976. Amastris discreta ingår i släktet Amastris och familjen hornstritar. Inga underarter finns listade i Catalogue of Life.